# Ровазенда
Ровазенда (итал. Rovasenda) је насеље у Италији у округу Верчели, региону Пијемонт.
Према процени из 2011. у насељу је живело 721 становника. Насеље се налази на надморској висини од 226 м.

## Становништво
Према резултатима пописа становништва 2011. у општини је живело 979 становника.
| 1931. | 1936. | 1951. | 1961. | 1971. | 1981. | 1991. | 2001. | 2011. |
| ----- | ----- | ----- | ----- | ----- | ----- | ----- | ----- | ----- |
| 1.107 | 1.115 | 1.127 | 1.074 | 948   | 1.068 | 1.056 | 1.010 | 979   |